# Große Schweimke
Die Große Schweimke im Harz ist ein etwa 3,2 km langer, östlicher und orografisch linksseitiger Zufluss der Kleinen Steinau nördlich von Herzberg am Harz im Landkreis Göttingen in Niedersachsen. 

## Verlauf
Die Große Schweimke entspringt im Oberharz im Naturpark Harz. Ihre Quelle liegt etwa 1 km südlich des Schindelkopfes, einem Südwestausläufer des Gebirgskamms Auf dem Acker, rund 600 m nördlich der Weinbergstraße auf etwa 602 m ü. NN. Sie fließt zunächst in südwestliche und später in westliche Richtung, um nach Einmünden der Kleinen Schweimke zirka 850 m nördlich des Forsthauses Rehhagen auf rund 285 m ü. NN in die Kleine Steinau zu münden.